# OP Геркулеса
OP Геркулеса (лат. OP Herculis), HD 163990 — двойная звезда в созвездии Геркулеса на расстоянии приблизительно 902 световых лет (около 276 парсек) от Солнца. Видимая звёздная величина звезды — от +6,73m до +5,85m.

## Характеристики
Первый компонент — красный гигант, пульсирующая полуправильная переменная S-звезда типа SRB (SRB)* спектрального класса M5IIb-IIIa(S), или M6S, или M6, или M5II, или M5II-IIIC, или M5, или Mb. Масса — около 1,622 солнечной, радиус — около 255,444 солнечного, светимость — около 2549,215 солнечной. Эффективная температура — около 3303 K.
Второй компонент — коричневый карлик. Масса — около 41,72 юпитерианской. Удалён в среднем на 1,757 а.е..